# Higuera de las Dueñas
Higuera de las Dueñas è un comune spagnolo di 326 abitanti situato nella comunità autonoma di Castiglia e León.